# Privilegio reale

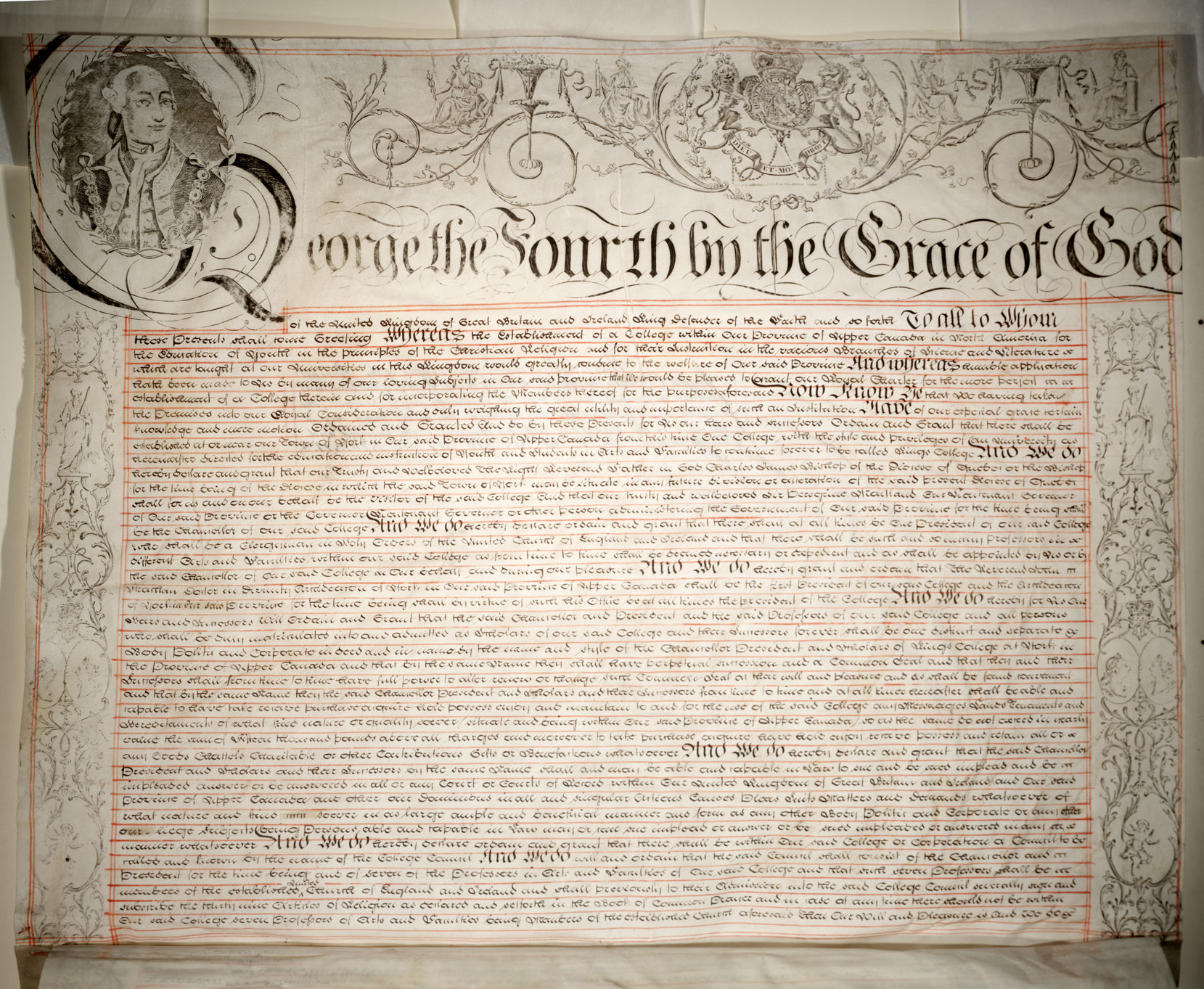
Patente fondativa concessa da Giorgio IV del Regno Unito nel 1827 per l'istituzione del King's College di Toronto, oraUniversità di Toronto

Un privilegio reale è una formale concessione, in forma di lettera patente, accordata un monarca quale effetto delle sue prerogative reali. Storicamente, questi atti venivano adottati per promulgare leggi pubbliche, il cui esempio più famoso è la Magna Carta inglese del 1215, ma, a partire dal XIV secolo, la loro funzione fu quella di atto privato con cui concedere un diritto o un potere a un individuo o a una persona giuridica. Erano, e sono tuttora, utilizzate per fondare istituzioni di significativo valore, come distretti, università e società scientifiche. Nel corso della sua lunga storia, la monarchia britannica ha emesso oltre 1 000 privilegireali dei quali sopravvivono circa 750 ancora in vigore.
Il primo di tali atti a essere registrato, presente nell'elenco del governo del Regno Unito, fu relativo a una concessione data da Enrico III d'Inghilterra all'Università di Cambridge nel 1231, sebbene sia nota l'esistenza anche di carte più antiche. I privilegi reali continuano a essere emessi dalla Corona britannica:  un esempio recente è quello concesso nel 2014 al Chartered Institute of Ergonomics and Human Factors.